# دومينيك شرودر
دومينيك شرودر (بالألمانية: Dominik Schröder)‏ هو عالم في الأتنيات ‏ ألماني، ولد في 4 سبتمبر 1910 في Eiweiler ‏ في ألمانيا، وتوفي بنفس المكان في 25 ديسمبر 1974.